# Пивоваров Валентин Михайлович
Валенти́н Миха́йлович Пивова́ров (* 6 квітня 1948, Біла Церква, Київська область, УРСР) — видатний  український оперний співак (бас), народний артист УРСР, нагороджений орденом «За заслуги» 3 ступеня — 2001 року.

## Життєпис
Походить з багатодітної родини, мама рано померла, його вихованням займалася бабця. Співав у сільському хорі; працював електрослюсарем. Служив у радянській армії, після демобілізації батько допоміг йому влаштуватися на машинобудівний завод. Однак Валентин домігся свого — у 1970—1971 роках — артист Черкаського народного хору, прийняв Анатолій Пашкевич, 1973 року відбув на навчання.
1977 року закінчив Київську консерваторію — в класі Галини Сухорукової. Протягом навчання в Консерваторії отримував запрошення працювати в Лейпцізькій опері. Будучи одруженим, змушено підробляв студентом — грав на барабані в оркестрі пожежників. З того ж року — соліст Національної опери України.
1978 року отримав 2-гу премію Міжнародного конкурсу ім. Чайковського, 1979 — 2-гу премію на конкурсі вокалістів «Вердіївські голоси» в Буссето.
1983 — народний артист УРСР.
Від 1994 року проживає і  працює  переважно за кордоном — оперний театр в Санкт-Галлені (у Швейцарії) та Мариборі (Словенія).
Виступав разом з Паатою Бурчуладзе, П'єро Капучіллі, Шерілом Мілнзом.
У лютому 2013 року виступав в Національній опері під час заходу «Українські оперні зірки у світі»; також брали участь Олег Кулько, Ольга Микитенко, Маріан Талаба.
Виконані партії:
- Тарас Бульба, «Тарас Бульба» — опера Лисенка,
- Пімен — «Борис Годунов» М. П. Мусоргського,
- Володимир Галицький — «Князь Ігор» О. П. Бородіна,
- Раймонд — «Лючія де Ламмермур» Г. Доніцетті,
- Сильвестр — «Ярослав Мудрий» Г. Майбороди,
- Захарія — «Набукко» Дж. Верді,
- Трохим — «Наймичка» Вериківського,
- Гремін — «Євгеній Онєгін» П. І. Чайковського,
- Дон Базиліо — «Севільський цирульник» Дж. Россіні,
- Сусанін — «Іван Сусанін» Глинки.

У вільний час приїздить із дружиною та молодшим сином до України — побачитися з двома дочками.